# ヴィクトル・カール・エイナルソン
ヴィクトル・カール・エイナルソン（Viktor Karl Einarsson 、1997年1月30日 - ）は、アイスランド・コーパヴォグル出身のプロサッカー選手。ブレイザブリク所属。ポジションは、ミッドフィールダー。

## クラブ歴
2017年8月18日、FCデン・ボス戦でエールステ・ディヴィジデビューを果たし、ゴールも記録した。
2018年7月24日、スウェーデン2部リーグのIFKヴェルナモへ加入した。